# Švoův katalyzátor
Švoův katalyzátor je organokovová sloučenina ruthenia, používaná jako katalyzátor při hydrogenacích sloučenin obsahujících polární funkční skupiny, jako jsou aldehydy, ketony a iminy. Jedná se o jeden z prvních známých katalyzátorů přenosových hydrogenací, který funguje ve vnější sféře.
Existují také deriváty této sloučeniny, které mají jednu nebo více fenylových skupin nahrazených p-tolylovými. Švoův katalyzátor patří mezi homogenní katalyzátory hydrogenací, u kterých se do mechanismu zapojují jak kov, tak i ligand.

## Příprava a struktura
Tento katalyzátor objevil Juval Švo při zkoumání vlivu difenylacetylenu na katalytické vlastnosti dodekakarbonylu triruthenia (Ru3(CO)12). Reakcí difenylacetylenu s Ru3(CO)12 vzniká polosendvičový komplex (Ph4C4CO)Ru(CO)3). Hydrogenací tohoto trikarbonylu se vytvořil Švoův katalyzátor.
Molekula obsahuje dvojici ekvivalentních atomů Ru spojených můstkovým hydridem a vodíkovou vazbou. V roztoku komplex disociuje nesymetricky:
(C5Ph4O)2HRu2H(CO)4 ⇌ C5Ph4OHRuH(CO)2 + (C5Ph4O)Ru(CO)2
Je také popsán organoželezový analog této sloučeniny, nazývaný Knölkerův komplex.

## Katalýza hydrogenací

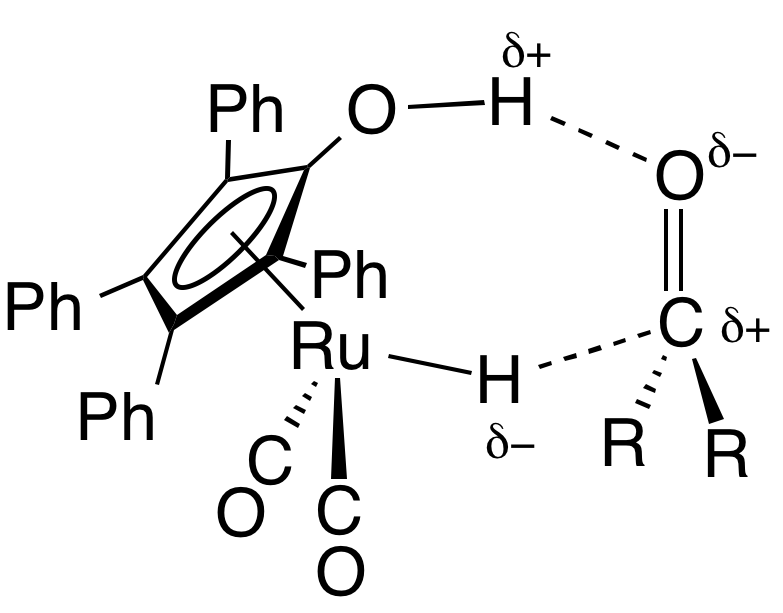
Struktura pravděpodobného meziproduktu přenosové hydrogenace ketonu za přítomnosti Švoova katalyzátoru

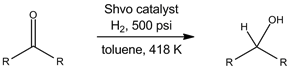
Příklad hydrogenace karbonylové sloučeniny pomocí Švoova katalyzátoru

Za přítomnosti vodíku nebo vhodných donorů vodíkových atomů Švoův katalyzátor katalyzuje hydrogenace polárních funkčních skupin, jako jsou aldehydy, ketony, iminy a iminiové ionty. Typické reakční podmínky představuje teplota 145 °C a tlak 3,5 MPa.
Při hydrogenaci alkynů se tento katalyzátor na alkyny váže za vzniku stabilních komplexů, které deaktivují katalyzátor. Probíhají také vnitromolekulární reakce, což lze vidět například u přeměn allylalkoholů na ketony.
Švoův katalyzátor může katalyzovat i dehydrogenace.

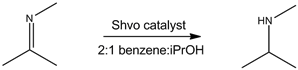
Příklad hydrogenace iminu s využitím Švoova katalyzátoru

### Mechanismus
Mechanismus hydrogenace s využitím Švoova katalyzátoru není znám s jistotou, objevují se dva různé popisy interakcí dvojné vazby s komplexem v kroku určujícím rychlost. Navržen byl mechanismus probíhající ve vnitřní sféře, kde meziprodukt interaguje pouze s kovem, a mechanismus ve vnější sféře, při němž cyklopentadienolový proton také interaguje se substrátem. Kinetickými izotopovými studiemi byl zjištěn na základě silného vlivu -OH skupiny ligandu i hydridové skupiny kovu na rychlost reakce soustředěný průběh přenosu.

## Ostatní reakce
Švoův katalyzátor také zprostředkovává Tiščenkovu reakci, ve které vznikají z alkoholů estery. V jejím průběhu se z primárního alkoholu stává aldehyd.

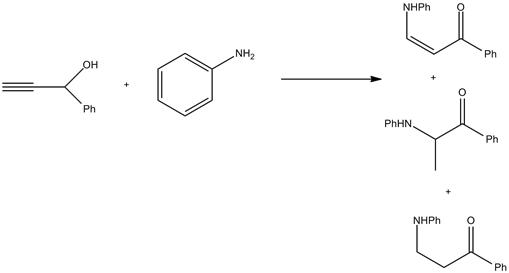
Produkty aminace propargylalkoholu katalyzované Švoovým katalyzátorem

Alkylace aminů lze provést oxidací na ynon a následnou redukcí takto získaného produktu.

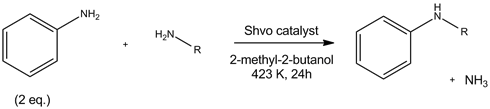
Alkylace aminu za použití Švoova katalyzátoru

Dalším případem „vypůjčování vodíku“ je alkylace aminů za použití jiných aminů, také katalyzovaná Švoovým katalyzátorem. V jejím průběhu nastává oxidace iminu, která umožní nukleofilní atak, po čemž následuje eliminace a redukce dvojné vazby.